# Indegnità nazionale
L'indegnità nazionale (in francese: indignité nationale) è un reato istituito in Francia con l'ordinanza del 26 agosto 1944, durante il periodo delle epurazioni che seguirono alla fine della seconda guerra mondiale . Questo gravissimo crimine, commesso da un soldato o da un civile durante l'occupazione tedesca, è sanzionato con la degradazione nazionale, pronunciata dai tribunali speciali che furono costituiti in quel periodo. Questo capo d’accusa fu abrogato dall’amnistia del 1951.
Philippe Pétain fu l'unico Capo di Stato francese ad essere stato riconosciuto colpevole di indegnità nazionale e condannato di conseguenza.

## Elementi costitutivi del reato
Secondo l’ordinanza del 26 dicembre 1944, il reato si configurava per chi avesse:
(ordinanza del 26 dicembre 1944)
L’appartenenza a determinati partiti o movimenti (Milice française, LVF, Partito Popolare Francese, ecc.), la partecipazione a determinati atti (manifestazioni a favore della Germania o delle sue dottrine) o l'esercizio di determinate funzioni (posizioni superiori nei servizi di propaganda, alla Commissione Generale per gli affari ebraici,  ecc.) rientrano in particolare nel reato di indegnità nazionale.

## Procedura

### Giurisdizioni competenti
La qualificazione giuridica del fatto di indegnità nazionale può essere stabilita in via accessoria (meno spesso in via principale) dall'Alta Corte di Giustizia o dalle Corti di giustizia competenti per atti di collaborazione create dall’ordinanza del 26 dicembre 1944 e operanti come corti d'assise senza possibilità di ricorso: ovvero dalle camere civiche annesse ai tribunali di giustizia, per atti di collaborazione non penalmente perseguibili dai testi di diritto comune. L’azione penale poteva essere sospesa qualora il condannato fosse stato riabilitato per effetto di azioni di guerra o di resistenza.

### Retroattività
La relazione esplicativa illustra ragioni politiche a sostegno della retroattività del provvedimento.
Le concept d’indignité nationale […] répond à l’idée suivante : tout Français qui, même sans enfreindre une règle pénale existante, s’est rendu coupable d’une activité antinationale caractérisée s’est déclassé ; il est un citoyen indigne dont les droits doivent être restreints dans la mesure où il a méconnu ses devoirs. Une telle discrimination juridique entre les citoyens peut paraître grave, car la démocratie répugne à toute mesure discriminatoire. Mais le principe d’égalité devant la loi ne s’oppose pas à ce que la nation fasse le partage des bons et des mauvais citoyens à l’effet d’éloigner des postes de commandement et d’influence ceux des Français qui ont méconnu l’idéal et l’intérêt de la France.
La question de la non-rétroactivité ne doit pas se poser à propos de l’indignité nationale. Il ne s’agit pas en effet de prononcer une peine afflictive ou même privative de liberté, mais d’édicter une déchéance. Le système de l’indignité nationale ne trouve pas sa place sur le terrain de l’ordre pénal proprement dit ; il s’introduit délibérément sur celui de la justice politique où le législateur retrouve son entière liberté»
Il concetto di indegnità nazionale […] risponde alla seguente idea: qualsiasi francese che, pur senza violare una norma penale esistente, si sia reso colpevole di una determinata attività antinazionale è stato declassato; è un cittadino indegno i cui diritti devono essere limitati nella misura in cui ha disatteso i propri doveri. Tale discriminazione giuridica tra cittadini può sembrare grave, perché alla democrazia ripugna qualsiasi misura discriminatoria. Ma il principio dell'eguaglianza davanti alla legge non preclude alla nazione la facoltà di dividere i cittadini buoni e cattivi per togliere dalle posizioni di comando e di influenza quelli tra i francesi che hanno ignorato l'ideale e l'interesse della Francia.
La questione della non-retroattività non dovrebbe sorgere in connessione con l'oltraggio nazionale. Non si tratta di pronunciare una pena afflittiva o addirittura carceraria, ma di emanare una decadenza. Il sistema dell'indegnità nazionale non trova il suo posto sul terreno dell'ordinamento penale vero e proprio; entra deliberatamente in quello della giustizia politica, dove il legislatore riacquista la sua piena libertà.»
(Relazione di accompagnamento all’ordinanza del 26 dicembre 1944)
La retroattività violava il principio di legalità e l’articolo 8 della Dichiarazione dei diritti dell'uomo e del cittadino.
I giuristi della Resistenza francese come René Cassin o Léon Julliot de La Morandière (presidente della commissione per la riforma del codice civile nel giugno 1945) ritennero che le disposizioni del codice penale non potessero essere interpretate estensivamente e giustificano tale retroattività con un triplice argomento: il reato rappresenta una pena più mite della pena di morte comminata per i reati di intelligence con il nemico e di ‘'lèse-nation’’ (equivalente repubblicano del reato di lesa maestà); sanziona atti sconosciuti alla tradizione repubblicana; l’incriminazione è temporanea, in quanto il reato può essere giudicato solo sei mesi dopo la totale liberazione del territorio fissata l’8 maggio 1945 e solamente fino all’amnistia del 1951.

### Ricorso
Ricorso in Cassazione per violazione dei diritti essenziali della difesa (il ricorso non è sospensivo).

### Pena
L'indegnità nazionale è punita con la pena della "degradazione nazionale" (‘’dégradation nationale’), perpetua o temporanea (superiore a 5 anni). La degradazione nazionale comporta l'esilio dei condannati e fa parte delle pene afflittive e infamanti, che si collocano a metà strada fra le pene leggere e la pena capitale. Essa consiste nella perdita di numerosi diritti:
- Elettorato attivo e passivo;
- esclusione dalle funzioni pubbliche o semipubbliche,
- degradazione nelle forze armate e perdita del diritto a indossare decorazioni,
- esclusione dalle funzioni dirigenziali nelle società, banche, stampa e radio, da tutte le funzioni nei sindacati e nelle organizzazioni professionali, dalle professioni legali, dall'insegnamento, dal giornalismo, dall'Institut de France;
- divieto di detenere o portare armi.

Il tribunale aveva anche la facoltà di pronunciare il divieto di soggiorno del condannato nel territorio e la confisca parziale o totale dei beni. Era sospeso anche il pagamento dei contributi pensionistici.

## Persone condannate dal 1944 al 1951
I casi di degrado nazionale in prima istanza furono 50.223  (3.578 dei tribunali e 46.645 delle camere civiche) e 3.184 condanne furono sospese “per atti di resistenza”. In tutto, quasi 100.000 furono condannate alla pena del degrado nazionale come pena principale o accessoria, fatti che la resero la sanzione più applicata dal 1944 al 1951. Tra i condannati si segnalano: Philippe Pétain, Pierre Laval, Charles Maurras e Louis-Ferdinand Céline.
La norma non fu più utilizzata a seguito dell’amnistia del 5 gennaio 1951.

## Uso successivo al 1951
Il reato di indegnità nazionale fu applicato durante la Guerra d'Algeria nei confronti di coloro che avevano recato danno «all'unità della nazione o alla libertà dei francesi, o all'uguaglianza tra di loro».
A seguito degli attentati del gennaio 2015, il presidente François Hollande riprese in considerazione la possibilità di ripristinare l'indegnità nazionale come accusa per i cittadini francesi che avessero contribuito a un'impresa terroristica. L'idea fu portata all'Assemblea nazionale dal deputato dell'UMP Philippe Meunier nel novembre 2014. Dopo varie critiche, fu ripresa da Nathalie Kosciusko-Morizet e Anne Hidalgo, da Jean-Christophe Cambadélis e Claude Bartolone. Marine Le Pen si espresse in senso contrario.
Autore di una relazione parlamentare sulla questione presentata il 25 marzo 2015, il deputato del PS Jean-Jacques Urvoas si dichiarò favorevole alla "degradazione repubblicana" invece dell’indegnità nazionale.
Citando lo storico del diritto Jean-Louis Halpérin, suggerì di estendere al terrorismo l'ergastolo incomprimibile già previsto per gli omicidi con stupro o tortura di un minore di età inferiore ai quindici anni o in una banda organizzata, abbinandolo ad una pena relativa ai diritti civili e familiari, e alla preclusione all'accesso a determinate professioni.